# Mathias Schaffhäuser
Mathias Schaffhäuser est un producteur et disc jockey allemand de techno.

## Biographie
Il se fait remarquer pour la première fois au début des années 1990 en tant que leader du groupe Sally Davis Junior. Ses premières productions personnelles sortent sur le label Force Inc. Music Works et sur le label Plus 8 de John Acquaviva. Schaffhäuser se fait surtout connaître avec la nouvelle version techno du classique pop Hey Little Girl d'Icehouse. Le morceau devient un hit dans les clubs et figure également sur la compilation The Second Season de Sven Väth (Cocoon).
Schaffhäuser est déjà représenté en tant que DJ dans toute l'Europe, en Russie et dans l'émission de radio Hr3 clubnight. En outre, il réalise des remixes pour Good Groove et d'autres artistes. 
Il atteint les DJ-Charts Mai 2013 de Faze Mag. Mathias annonce la sortie en octobre 2024 de son dixième album solo.

## Discographie

### Single notable
- 2002 : Hey Little Girl (68e en Allemagne[4], 42e au Royaume-Uni[5])